# Aptesis lissopleuris
Aptesis lissopleuris är en stekelart som beskrevs av Henry Keith Townes, Jr. 1962. Aptesis lissopleuris ingår i släktet Aptesis och familjen brokparasitsteklar. Inga underarter finns listade.